# (18857) Lalchandani
(18857) Lalchandani (1999 RE117) – planetoida z pasa głównego asteroid okrążająca Słońce w ciągu 3,57 lat w średniej odległości 2,33 j.a. Odkryta 9 września 1999 roku.